# Balatonboglár (vino)
Balatonboglár (en húngaro Balatonboglári borvidék) es una región vinícola de Hungría situada en la ribera sur del lago Balatón. Está reconocida oficialmente como una de las 22 regiones vinícolas productoras de vino vcprd del país, y como tal es utilizada como denominación de origen. Toma su nombre de la ciudad de Balatonboglár. 
La superficie de viñedos ocupa una extensión de unas 2800 ha. sobre suelos de arena y loess.

## Variedades
- Recomendadas: Sárga muskotály, Királyleányka, Chardonnay, Sauvignon, Rajnai rizling, Olasz rizling, Pinot noir, Kékfrankos, Merlot, Cabernet sauvignon y Cabernet franc.
- Complementarias: Zöld veltelini, Rizlingszilváni, Pinot blanc.